# 팰리세이즈파크

팰리세이즈파크 위치

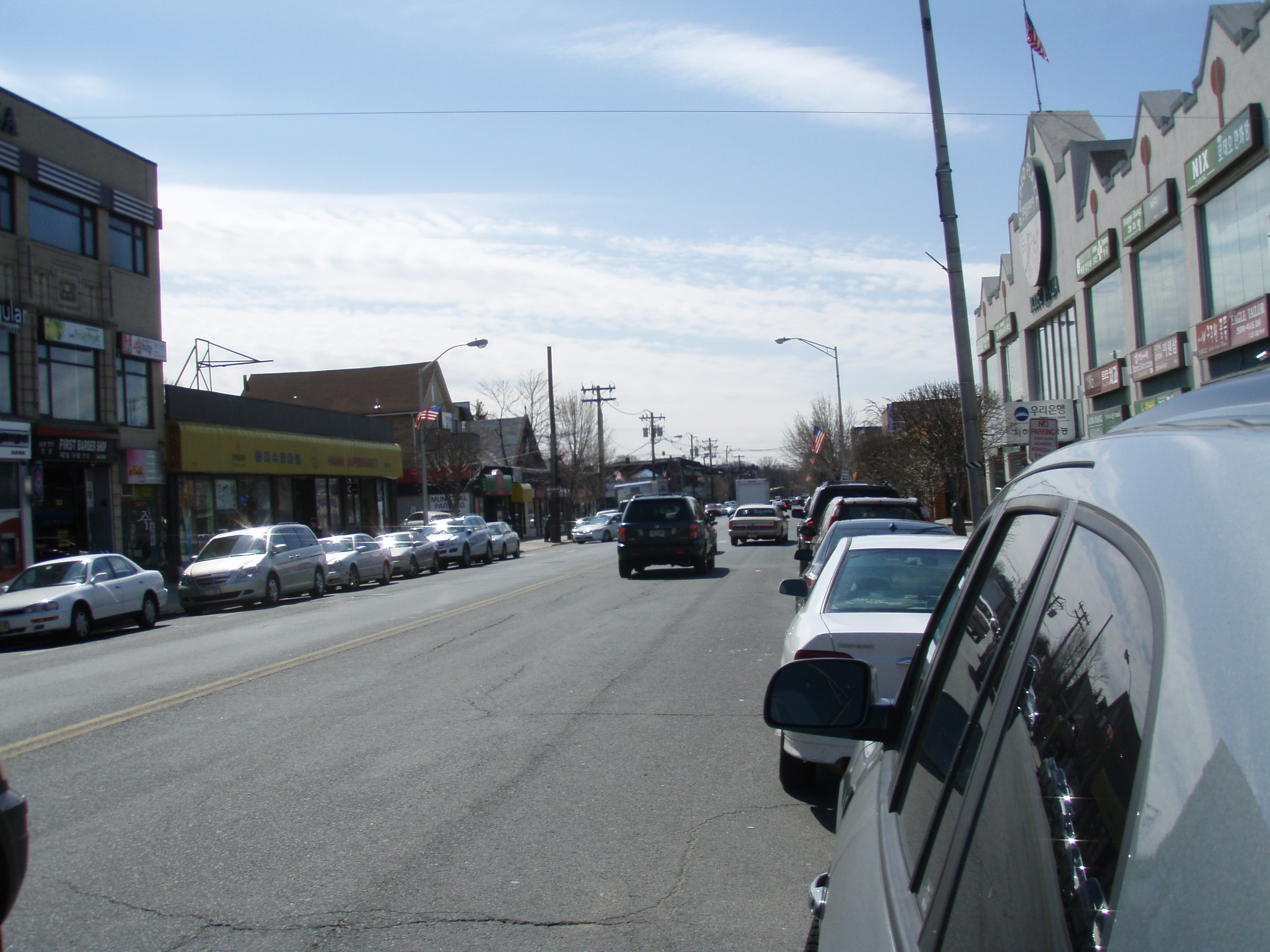
한글 간판이 즐비한 팰리세이즈파크 중심가 코리아타운

팰리세이즈 파크(영어: Palisades Park)는 미국 뉴저지주 동북부의 버건 군에 있는 구역(영어: borough)이다.
1899년 구역으로 형성되었다. 허드슨강 연안의 포트리에 인접하며, 뉴욕의 교외 주택지이다. 1920년대 ~ 1930년대와 1960년대에 교외 주택지로 인구가 급증했으며, 최근에도 인구가 꾸준히 늘고 있다. 2019년 센서스에서 인구는 20,622명으로 조사되었다.
재미 한국인이 모여 사는 것으로 유명한 버건 군에서도 특히 한국계가 밀집된 지역으로, 2010년 기준 팰리세이즈 파크 인구의 51.5%가 한국계로 조사되어 미국에서 한국계 인구 비율이 가장 높은 지자체이다. 재미 한인 사회 내에서는 간단히 "팰팍"이라고도 부른다.

## 인구
| 인구조사                                                              | 인구   | Note              | %±     |
| --------------------------------------------------------------------- | ------ | ----------------- | ------ |
| 1900년                                                                | 644    |                   | —      |
| 1910년                                                                | 1,411  |                   | 119.1% |
| 1920년                                                                | 2,633  |                   | 86.6%  |
| 1930년                                                                | 7,065  |                   | 168.3% |
| 1940년                                                                | 8,141  |                   | 15.2%  |
| 1950년                                                                | 9,635  |                   | 18.4%  |
| 1960년                                                                | 11,943 |                   | 24.0%  |
| 1970년                                                                | 13,351 |                   | 11.8%  |
| 1980년                                                                | 13,732 |                   | 2.9%   |
| 1990년                                                                | 14,536 |                   | 5.9%   |
| 2000년                                                                | 17,073 |                   | 17.5%  |
| 2010년                                                                | 19,622 |                   | 14.9%  |
| 2019 (추산)                                                           | 20,715 | [ 2 ] [ 3 ] [ 4 ] | 5.6%   |
| Population sources: 1900–1920 1900–1910 1910–1930 1900–2010 2000 2010 |        |                   |        |